# Karl Popper

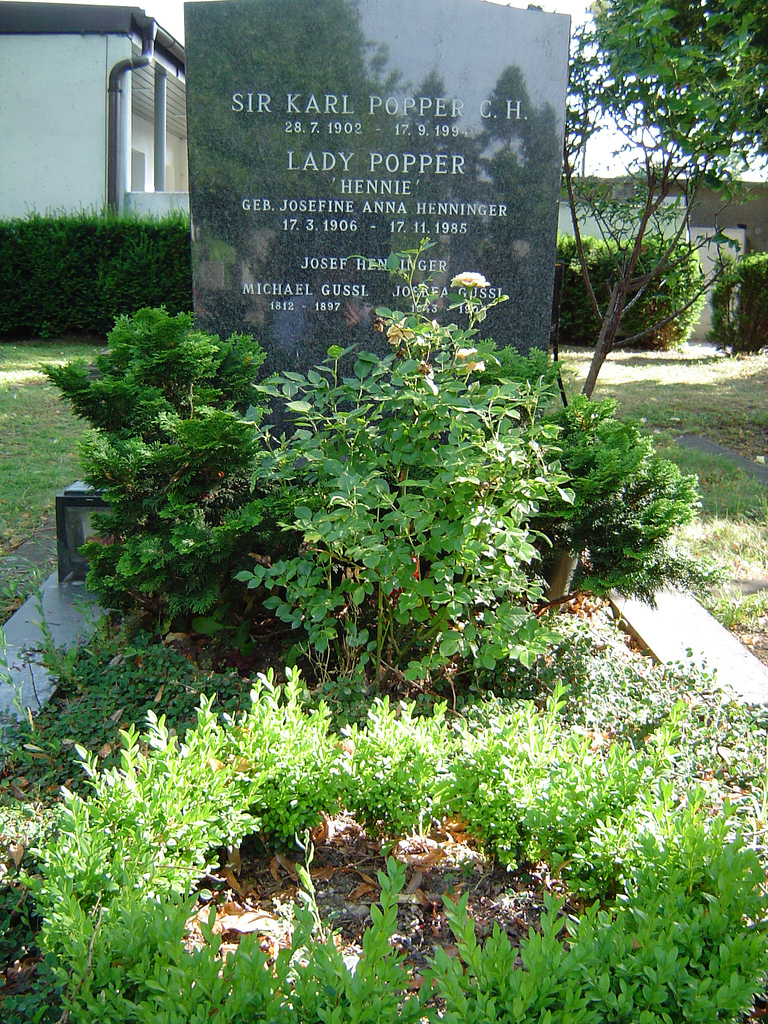
Het graf van Popper en zijn vrouw in Wenen

Karl Raimund Popper (Wenen, 28 juli 1902 – Londen, 17 september 1994) was een Oostenrijks-Britse filosoof die algemeen wordt beschouwd als een van de grootste wetenschapsfilosofen van de 20e eeuw.
Daarnaast was hij een belangrijk sociaal en politiek filosoof, een onversaagd verdediger van de liberale democratie en de principes van sociale kritiek waar deze op is gebaseerd, en een onwrikbaar tegenstander van autoritarisme. Hij is het bekendst geworden door zijn weerlegging van het klassieke model van wetenschap als een proces van observatie en inductie, zijn pleidooi voor falsifieerbaarheid als criterium om wetenschap van non-wetenschap te scheiden en zijn verdediging van de 'open samenleving'.

## Levensloop
Popper werd geboren in een joods gezin en studeerde aan de universiteit van Wenen. Hij promoveerde in 1928 bij Karl Bühler in de filosofie, en gaf les op een middelbare school van 1930 tot 1936. In 1937 emigreerde hij naar Nieuw-Zeeland uit zorg om het opkomende nazisme. Daar werd hij lector in de filosofie aan Canterbury University College in Christchurch. In 1946 verhuisde hij naar Engeland om lector te worden in de logica en de wetenschappelijke methode aan de London School of Economics, waar hij in 1949 een leerstoel kreeg. Hij werd verheven tot 'Sir' in 1965 en verkozen tot 'Fellow' van de Royal Society in 1976. Hij trok zich uit het academische leven terug in 1969, hoewel hij intellectueel en als prominent lid van CSICOP actief bleef tot aan zijn dood in 1994.

## Wetenschappelijk werken

### Kritisch rationalisme
Popper bedacht zelf de term 'kritisch rationalisme' om zijn filosofie te omschrijven. Deze benaming is van belang omdat het zijn verwerping van het
klassiek empirisme en van het observatie-inductiemodel dat zich daaruit had ontwikkeld aangeeft. Popper was een verklaard tegenstander van dit laatste model en meende in plaats daarvan dat wetenschappelijke theorieën universeel van aard zijn en alleen indirect kunnen worden getest door hun implicaties te toetsen door middel van een cruciale test.
Het toetsen van een theorie volgens de methode van Popper doorloopt drie stappen:
1. Een theorie wordt getoetst aan de hand van een singuliere uitspraak, de basiszin.
2. De basiszin kan in tegenspraak zijn met een theorie. Daarmee is die basiszin een potentiële falsificator. (Theorie: 'Alle zwanen zijn wit'. Potentiële falsificator: 'Er is één zwarte zwaan'.)
3. Wanneer de falsificator wordt aanvaard - 'Er is één zwarte zwaan' - wordt de universele uitspraak over witte zwanen weerlegd. Wanneer de falsificator niet wordt aanvaard krijgt de theorie een hogere 'corroboratiegraad' (waarschijnlijkheidsgraad van juistheid). Een verhoogde corroboratiegraad betekent volgens Popper dat de uitspraak de waarheid dichter benadert dan een uitspraak met een lagere corroboratiegraad, maar of de uitspraak de waarheid is zullen we nooit zeker weten, omdat ook een uitspraak met een hoge corroboratiegraad bij een volgende cruciale test weerlegd kan worden.

Hij meende ook dat wetenschappelijke theorieën, en in het algemeen alle menselijke kennis, onvermijdelijk uitsluitend hypothetisch zijn en worden gegenereerd door de creatieve verbeelding om problemen op te lossen die in een bepaalde historisch-culturele context zijn gerezen. Geen enkel aantal positieve waarnemingen om een theorie te testen, kan deze logisch gezien bewijzen; slechts een enkel tegenvoorbeeld waarvoor de theorie niet opgaat, is logisch beslissend: het toont aan dat de theorie waarvan de implicatie wordt getoetst niet juist is. Poppers weergave van deze logische asymmetrie tussen verificatie en falsificatie is een van de kernpunten van de wetenschapsfilosofie. Het bewoog hem ertoe om falsificeerbaarheid te kiezen als criterium voor het onderscheiden van wetenschap en non-wetenschap: een theorie kan uitsluitend wetenschappelijk zijn als ze ook falsificeerbaar is. Dit bewoog hem ertoe om zowel de aanspraak van het marxisme als die van de psychoanalyse op een wetenschappelijke status af te wijzen, omdat de theorieën waar deze beide stromingen op gebaseerd zijn niet falsificeerbaar zijn.

### De armoede van het historicisme
In zijn werk The Poverty of Historicism (De armoede van het historicisme) ontwikkelde Popper een krachtige kritiek op het historicisme. Historicisme is de theorie dat de geschiedenis zich onwrikbaar en onvermijdelijk ontwikkelt naar een bepaalde eindsituatie en wel volgens vaste wetten, die kunnen worden ontdekt. Popper beschouwde deze opvatting als de belangrijkste theoretische onderbouwing van de meeste vormen van autoritarisme en totalitarisme. Hij viel deze dus aan, erop wijzend dat deze zijn gebaseerd op onjuiste aannames over de aard van natuurwetten en voorspellingen. Omdat de toename van de menselijke kennis een oorzakelijke factor in de ontwikkeling van de menselijke geschiedenis is, en omdat geen enkele maatschappij wetenschappelijk de toekomstige toestand van zijn kennis kan voorspellen, is het daarom dus volgens Popper niet mogelijk om een voorspellende wetenschap van de menselijke geschiedenis op te stellen. Voor Popper zijn metafysisch en historisch indeterminisme onlosmakelijk met elkaar verbonden.

### De open samenleving en haar vijanden
In The Open Society and Its Enemies (De open samenleving en haar vijanden) hield Popper een vurig betoog ter verdediging van de open samenleving, de liberale democratie.
Karl Popper schreef The Open Society and Its Enemies onder invloed van de gebeurtenissen in de beginjaren van de Tweede Wereldoorlog, toen het er een tijd lang naar uitzag dat nazi-Duitsland de oorlog zou winnen. Popper schreef een deel van The Open Society in Nieuw-Zeeland, ver weg van het Wenen waar hij was opgegroeid. In The Open Society zocht hij naar het waarom van de sympathie van veel intellectuelen voor allerhande totalitaire vormen van politiek, en naar de historische wortels van hun twijfel aan de haalbaarheid van een duurzame democratie. Deel I van zijn boek gaat voornamelijk over de filosofie van Plato, deel II over de filosofie van Hegel en Marx.

### Objectieve kennis
Sinds de jaren zestig publiceerde Popper verdere ideeën over menselijke kennis in het algemeen, en van wetenschappelijke kennis in het bijzonder. In zijn boek Objective Knowledge (1972) presenteert Popper zijn uitgangspunt van de drie 'werelden': de wereld van fysische objecten; de mentale wereld van bewustzijnstoestanden; en de wereld van ideeën in objectieve zin. Elk van die werelden bevat allerlei objecten of zijnden. Deze werelden bestaan alle drie even echt, vooral omdat ze effect op elkaar kunnen hebben. De eerste wereld en de derde wereld beïnvloeden elkaar via de tweede wereld. De werelden zijn altijd van elkaar te scheiden, en moeten dus ook niet door elkaar gehaald worden:
- De eerste wereld is die van de materiële dingen, van alles waar de natuurwetenschappen zich mee bezighouden. Deze wereld wordt meestal als de "echte", objectieve buitenwereld gezien en is ook eigenlijk de normaalste. Ieder mens maakt, als lichaam, deel uit van en leeft in een deel van deze wereld; niet ieder mens leeft in dezelfde plaatsen en streken van deze wereld.[2]
- De tweede wereld is die van de ervaringen, gewaarwordingen, belevingen, emoties en gedachten; de binnenwereld van alles wat subjectief is. Deze wereld bestaat eigenlijk net zo echt als de buitenwereld; mensen kunnen net zomin negeren dat ze ervaren en voelen en denken als dat ze handen hebben of in een huis wonen. Ook hier geldt dat ieder mens in een deel van deze wereld leeft en dat niet ieder mens in dezelfde streken van deze wereld leeft.[2]
- De derde wereld is die van de concepten en van de inhouden van opvattingen, ideeën en abstracties: de wereld van de theoretische zijnden. Ook deze bestaat echt;[2]

Deze 'derde wereld' is door de mens geschapen, maar bestaat intussen 'onafhankelijk' van de mens. Tot deze derde wereld behoort bijvoorbeeld de taal en de wiskunde, maar daarnaast ook wetenschappelijke theorieën. De relativiteitstheorie van Einstein is een voorbeeld van zo'n theorie: het is mogelijk min of meer objectief te omschrijven wat deze theorie inhoudt, en de inhoud van deze theorie staat los van de bewustzijnstoestanden van de persoon Einstein. Popper spreekt in dit verband van de 'objectieve geest', als tegengesteld aan de 'subjectieve geest': de 'subjectieve geest' is die van de persoonlijke bewustzijnstoestanden van het individu (de tweede wereld), de 'objectieve geest' omvat kennis die onafhankelijk van het individu bestaat.

### Politiek
Poppers kerninzicht was dat we alleen van onze fouten kunnen leren. Het principe van 'trial and error', vergelijkbaar met natuurlijke selectie in biologische evolutie. Kennis groeit door het elimineren van fouten door middel van systematische rationele kritiek. Een mechanisme van fouteneliminatie is dus van groot belang. Popper paste dit inzicht ook toe op de politiek. De klassieke vraag van bijvoorbeeld Plato is de soevereiniteitsvraag: 'wie moet er besturen'. Maar dit is de verkeerde vraag. De mogelijke antwoorden (wijze mannen, een sterke man, de 'wil van het volk') zijn nooit bevredigend. In plaats daarvan moet de vraag zijn: 'hoe kunnen we de politieke instituties zodanig organiseren dat slechte bestuurders niet te veel schade aanrichten'. Dit vraagt om een systeem van institutionele controle van de bestuurders; een systeem van 'checks and balances', en een klimaat van vrije meningsuiting waarin ideeën onbelemmerd bekritiseerd kunnen worden. Verkeerd beleid kan dan bijtijds gecorrigeerd worden, eventueel door de bestuurders te vervangen door nieuwe bestuurders.
Popper is daarom een voorstander van stuksgewijze, kleinschalige sociale constructie in plaats van grootscheepse plannen. Vanwege de complexiteit van de werkelijkheid hebben plannen namelijk altijd niet-voorziene ongewenste effecten. Van kleine, concrete beleidsvoorstellen zijn deze sneller vast te stellen en bijtijds te corrigeren dan van grote, meerjarige plannen.
Ook pleit Popper voor een tweepartijenstelsel in plaats van een meerpartijenstelsel. In het laatste hebben partijen zelden een meerderheid en zijn ze gedwongen coalities te sluiten en water bij de wijn te doen, zodat het niet duidelijk is wie verantwoordelijk is voor het gevoerde beleid. Ook leiden coalities tot buitenproportionele invloed van splinterpartijtjes en tot extreme partijdiscipline die volksvertegenwoordigers hun individuele verantwoordelijkheid ontneemt en hen tot stemvee maakt. In een tweepartijenstelsel kan de partij die de verkiezingen wint zijn beleidsvoorstellen één op één uitvoeren en zijn de kiezers beter in staat een oordeel te vellen op de dag van de verkiezingen. Waaruit de verliezende partij dan weer duidelijke conclusies kan trekken voor correctie van het partijprogramma.

### Taal
Taal was voor Popper zeer belangrijk, als bij de mens geëvolueerd beschrijvend en argumentatief gereedschap voor het bevolken van de derde wereld met abstracte begrippen. Taal, verbaal en vooral schriftelijk, leidde op zijn beurt tot het regulatieve idee van objectieve waarheid, in de zin van een beschrijving die overeenkomt met de feiten. Argumenten bekritiseren beschrijvingen vanuit het oogpunt van waarheid.
Tegelijkertijd bekritiseerde Popper de tak van filosofie die zich bezig hield met de analyse van taal en de echte betekenis van woorden. Dat laatste noemde hij essentialisme, en vergeleek het met de scholastiek in de middeleeuwen. Taal was voor Popper zuiver een middel om te communiceren over ideeën. Woorden hebben geen 'essentie' maar zijn simpelweg symbolen die staan voor iets in de werkelijkheid. Het maakt voor een discussie niet uit welke woorden men gebruikt, of dat men symbolen gebruikt als P en Q, of X en Y. Woorden hoeven slechts gedefinieerd te worden in zoverre dat men weet dat men over hetzelfde praat.

### Determinisme en vrije wil
Popper nam stelling tegen het fysisch determinisme, dat beweert dat de werkelijkheid een fysisch gesloten systeem is, vergelijkbaar met een klok. Alle elementen ervan interacteren met elkaar volgens de natuurwetten en met niets daarbuiten. Dit idee is terug te voeren op de Newtoniaanse mechanica, en een bekend voorbeeld is het gedachtenexperiment van Laplace en zijn demon, die in principe de hele toekomst en het verleden kan uitrekenen als hij alle informatie bezit over de configuratie van het universum op een willekeurig moment. Dit leidt tot wat Popper noemt de 'deterministische nachtmerrie'; dat mensen automaten zouden zijn. Menselijke creativiteit en vrije wil zouden dan slechts illusies zijn. Een beroep op de kwantumfysica biedt ook geen uitkomst, want die leidt tot toeval in plaats van vrijheid. Het zou misschien een verklaring kunnen geven voor snelle intuïtieve beslissingen, maar niet voor weloverwogen beslissingen. Het biedt geen verklaring voor het niet te ontkennen fenomeen dat de abstracte concepten van wat Popper wereld 3 noemt mensen beïnvloeden, en dat de menselijke geest (wereld 2) de fysische werkelijkheid (wereld 1) beïnvloedt. Dat laatste is het bekende lichaam-geest probleem. Popper noemt zichzelf in deze kwestie een pluralistisch interactionist. Hij oppert dat de wereld een open systeem is, waarin interactie mogelijk is tussen wereld 3 en wereld 2, en tussen wereld 2 en wereld 1. Hij geeft daarbij aan dat hij niet weet hoe die interactie werkt (en wat bewustzijn is), en dat hij vermoedt dat dit probleem onoplosbaar is. Net zoals we bijvoorbeeld niet weten hoe elektrische ladingen elkaar afstoten en aantrekken. We weten alleen dát ze het doen. We hebben geen algemene theorie van causaliteit.

## Kritiek op Poppers werk
Popper heeft ook een aanzienlijk aantal critici. Aan de ene kant zijn daar degenen die de claims van het historicisme of het holisme als intellectueel respectabele theorieën erkend willen zien, of de wetenschappelijkheid en de legitimiteit van het marxisme of de psychoanalyse willen verdedigen. Aan de andere kant zijn er ook die de principes of details van zijn wetenschapsfilosofie aanvallen, zoals Thomas Kuhn. Echter weinigen ontkennen zijn grote invloed en belang als 'een van de meest vooraanstaande critici van het autoritarisme van de twintigste eeuw, en ook wellicht als de belangrijkste wetenschapsfilosoof in een eeuw met een nog niet eerder vertoonde vooruitgang van de wetenschap'.
Begin 21e eeuw ontdekte Michel Ter Hark dat Popper een gedeelte van zijn ideeën niet van zichzelf had, maar van zijn leermeester, de Duitse jood Otto Selz. Deze laatste heeft ze echter nooit gepubliceerd, deels doordat hij in 1933 van de nazi's zijn werk moest staken, en door een verbod op verwijzingen naar Selz' werk in die tijd. Ter Hark schreef hierover het boek Popper, Otto Selz and the Rise of Evolutionary Epistemology, en een artikel verscheen in het NRC Handelsblad.

## Belangrijkste werken
- Logik der Forschung. Wenen: Julius Springer Verlag, 1935.
- The Open Society and Its Enemies. 2 dln. Londen: Routledge, 1945.
- The Poverty of Historicism. 2e ed. Londen: Routledge, 1961.
- Conjectures and Refutations: The Growth of Scientific Knowledge. Londen: Routledge, 1963.
- Objective Knowledge: An Evolutionary Approach. Oxford: Clarendon Press, 1972.
- Alles Leben ist Problemlösen. Über Erkenntnis, Geschichte und Politik. München: Piper, 1994.
- The Self and Its Brain, An Argument for Interactionism (met John Eccles). Springer International, Germany, 1977.